# Saison 1 de Spy
Chronologie
Saison 2
Cet article présente les six épisodes de la première saison de la série télévisée britannique Spy.

## Diffusion
- Au Royaume-Uni, la série est diffusée depuis le 14 octobre 2011 sur Sky One.
- En France, la série est diffusée à partir du 25 décembre 2012 sur Canal+ Family.

## Liste des épisodes

### Épisode 1: Nom de code: tocard (Codename: Loser)
- Royaume-Uni : 14 octobre 2011 sur Sky One
- France : 25 décembre 2012 sur Canal+ Family[1]

### Épisode 2: Nom de code: clodo (Codename: Tramp)
- Royaume-Uni : 21 octobre 2011 sur Sky One
- France : 25 décembre 2012 sur Canal+ Family[1]

### Épisode 3: Nom de code: piratage (Codename: Grades)
- Royaume-Uni : 28 octobre 2011 sur Sky One
- France : 25 décembre 2012 sur Canal+ Family[1]

### Épisode 4: Nom de code: cercle de lecture (Codename: Bookclub)
- Royaume-Uni : 4 novembre 2011 sur Sky One
- France : 29 décembre 2012 sur Canal+ Family[1]

### Épisode 5: Nom de code: rhésus (Codename: Blood)
- Royaume-Uni : 11 novembre 2011 sur Sky One
- France : 29 décembre 2012 sur Canal+ Family[1]

### Épisode 6: Nom de code:: Marion (Codename: Portis)
- Royaume-Uni : 18 novembre 2011 sur Sky One
- France : 29 décembre 2012 sur Canal+ Family[1]